# Пустозерськ
Пустозерськ — покинуте місто на березі річки Печори, в Заполярному районі Ненецького автономного округа.
Пустозерськ знаходився на відстані 20 км від сучасного міста Нар'ян-Мар.

## Історія
Місто засноване в 1499 р. Пустозерськ став першим російським містом за Полярним колом і одним з форпостів Росії в освоєнні Півночі.
В 1667 р. в Пустозерський острог був зісланий протопоп Аввакум — відомий російський православний священик, ідеолог старообрядців, противник реформ Никона. Він провів тут 15 років в сирому земляному зрубі, не припиняючи своєї боротьби. Саме тут він написав свої головні твори — «Книгу бесід», «Книгу тлумачень», «Житіє (між 1672 та 1675)» та інші. За царським наказом 14 квітня 1682 року разом із найближчими сподвижниками Аввакум у Пустозерську був заживо спалений у зрубі.
З XVIII століття Пустозерськ поступово втрачав своє значення. В 1924 р. був позбавлений статусу міста, остаточно залишений мешканцями в 1962 р.
Постановою Ради Міністрів РСФСР від 4 грудня 1974 р. № 624 Пустозерське городище включено до переліку пам'яток історії і культури, що знаходяться під державною охороною. Об'єкт культурної спадщини федерального значення.

## Галерея

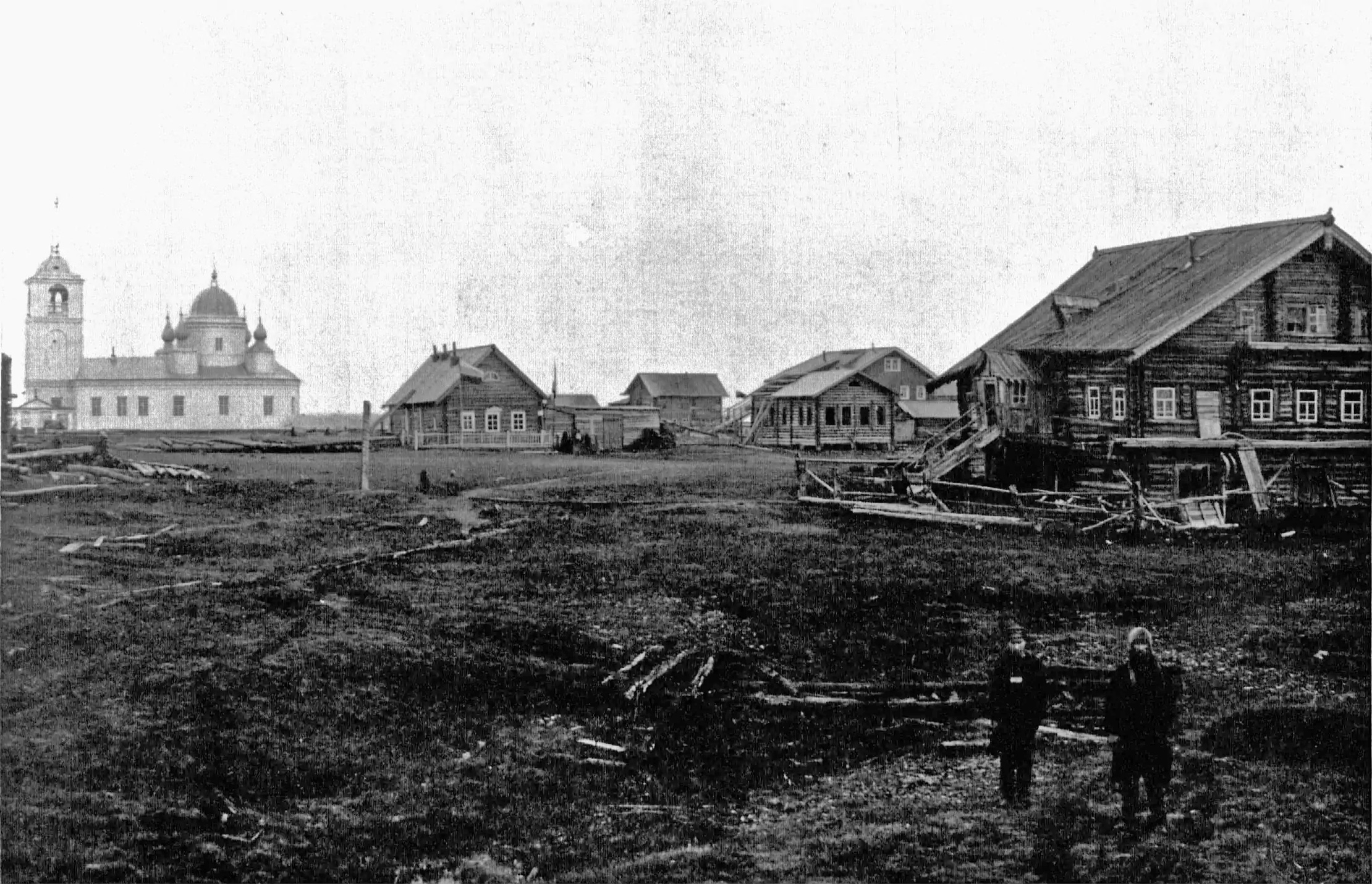
Пустозерськ, 1909 р
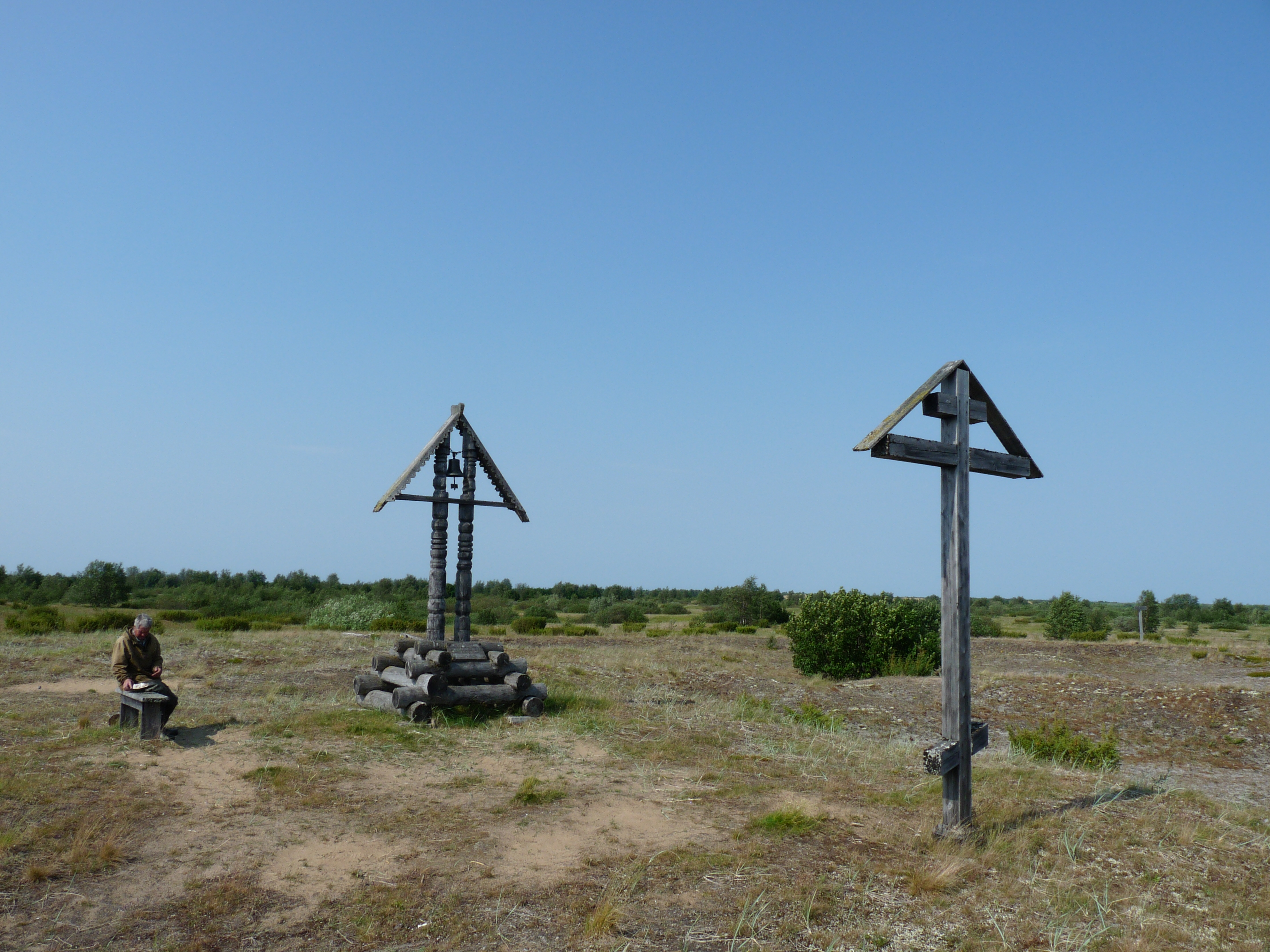
Старообрядницький хрест (2010 р.) на ймовірному місці загибелі протопопа Аввакума
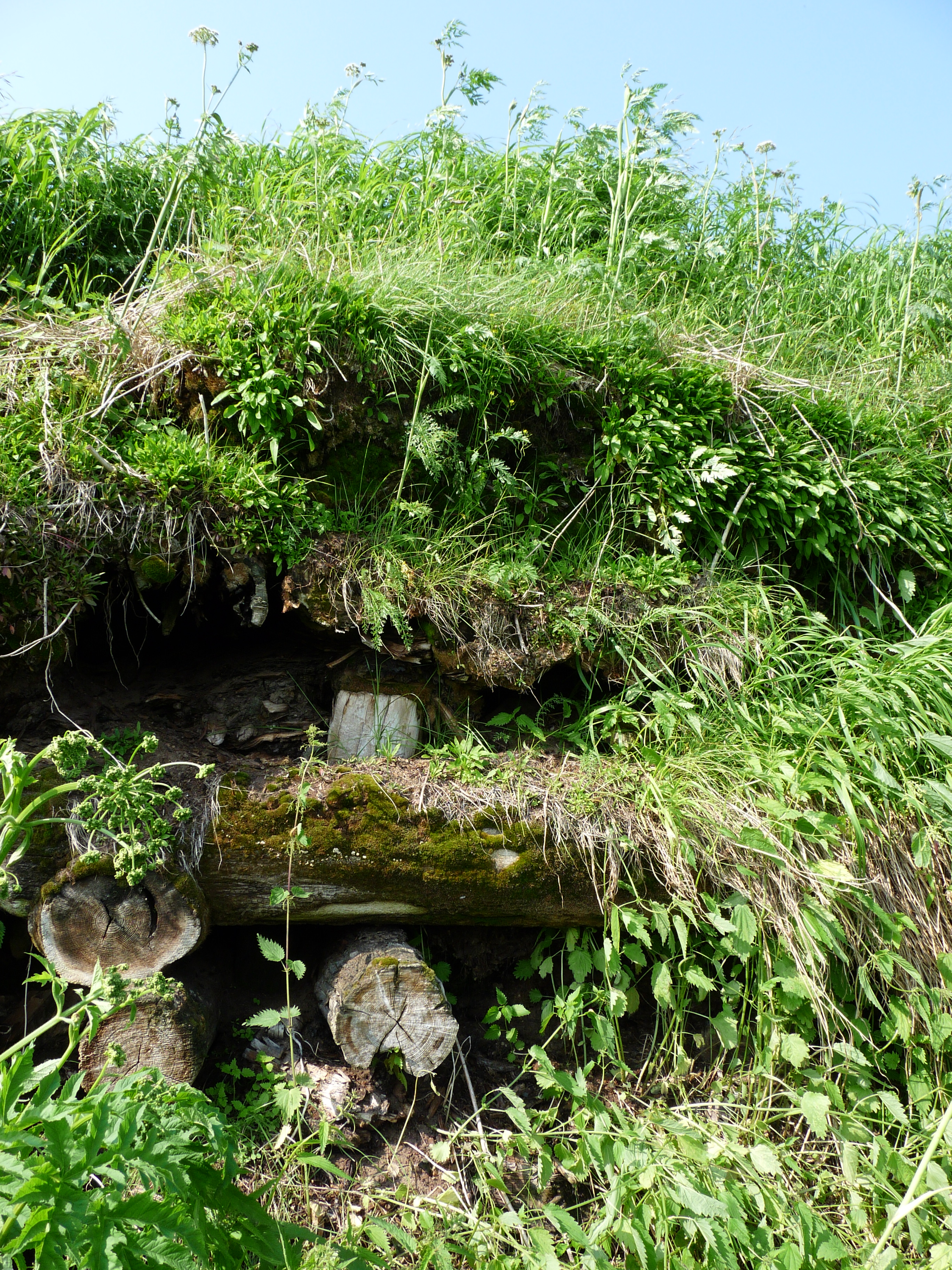
Залишки археологічних розкопок на місці Пустозерська, 2010 р.